# Amphilochus litoralis
Amphilochus litoralis är en kräftdjursart som beskrevs av Stout 1912. Amphilochus litoralis ingår i släktet Amphilochus och familjen Amphilochidae. Inga underarter finns listade i Catalogue of Life.